# Manchester City Football Club 1989-1990
Nella stagione1989-1990 il Manchester City ha partecipato alla FA Premier League, primo livello del campionato inglese. In campionato giunse al 14º posto. Nella FA Cup e nella Football League Cup venne eliminato rispettivamente al 3º e 4º turno. Nella Full Members Cup, la competizione giocata dalle società inglesi per ovviare ai cinque anni di squalifica dopo la Tragedia dell'Heysel venne eliminata al 1º turno.

## Team kit
Lo sponsor tecnico fu Umbro, il main sponsor fu invece Brother.

## Rosa
Rosa della prima squadra
| N. |                        | Ruolo | Calciatore       |
| -- | ---------------------- | ----- | ---------------- |
|    | Galles (bandiera)      | P     | Andy Dibble      |
|    | Inghilterra (bandiera) | P     | Paul Cooper      |
|    | Inghilterra (bandiera) | D     | Brian Gayle      |
|    | Inghilterra (bandiera) | D     | Andy Hinchcliffe |
|    | Inghilterra (bandiera) | D     | Steve Redmond    |
|    | Inghilterra (bandiera) | D     | Mark Seagraves   |
|    | Inghilterra (bandiera) | D     | Gerry Taggart    |
|    | Inghilterra (bandiera) | D     | Gary Fleming     |
|    | Scozia (bandiera)      | D     | Colin Hendry     |
|    | Inghilterra (bandiera) | D     | Alan Harper      |
|    | Inghilterra (bandiera) | C     | Paul Lake        |
|    | Scozia (bandiera)      | C     | Neil McNab       |
|    | Inghilterra (bandiera) | C     | Ian Brightwell   |

| N. |                        | Ruolo | Calciatore     |
| -- | ---------------------- | ----- | -------------- |
|    | Inghilterra (bandiera) | C     | Gary Megson    |
|    | Inghilterra (bandiera) | C     | Ian Bishop     |
|    | Inghilterra (bandiera) | C     | Mark Ward      |
|    | Inghilterra (bandiera) | C     | Peter Reid     |
|    | Inghilterra (bandiera) | A     | David White    |
|    | Inghilterra (bandiera) | A     | Jason Beckford |
|    | Inghilterra (bandiera) | A     | David Oldfield |
|    | Inghilterra (bandiera) | A     | Justin Fashanu |
|    | Irlanda (bandiera)     | A     | Niall Quinn    |
|    | Inghilterra (bandiera) | A     | Clive Allen    |
|    | Inghilterra (bandiera) | A     | Wayne Clarke   |
|    | Inghilterra (bandiera) | A     | Ashley Ward    |